# Кастелукио
Кастелукио (итал. Castellucchio) је насеље у Италији у округу Мантова, региону Ломбардија.
Према процени из 2011. у насељу је живело 3326 становника. Насеље се налази на надморској висини од 26 м.

## Становништво
| 1936. | 1951. | 1961. | 1971. | 1981. | 1991. | 2001. | 2011. |
| ----- | ----- | ----- | ----- | ----- | ----- | ----- | ----- |
| 6.082 | 6.507 | 5.678 | 5.186 | 5.151 | 5.047 | 4.883 | 5.205 |